# Случайная ошибка
Случайная ошибка в клинических исследованиях лекарственных средств — явление, связанное с тем, что истинный размер терапевтического эффекта никогда точно не известен. Результаты тех или иных клинических исследований всегда оказываются лишь частью возможных значений, которые можно было бы получить при изучении терапевтического вмешательства в общей популяции. Иначе говоря, среднее значение, полученное в клиническом испытании, всегда в какой-то мере несходно с истинным значением в общей популяции, и степень достоверности полученных в исследовании результатов тем меньше, чем больше величина случайной ошибки:380.
Понятие случайной ошибки следует отличать от понятия систематической ошибки.